# Generalkrigs- och leuterationsrätten
Generalkrigs- och leuterationsrätten var den första permanenta överdomstolen vid den svenska krigsmakten. 
Domstolen inrättades 1727 som en direkt efterföljare till de särskilt förordnade generalkrigsrätterna som förekom under stora nordiska kriget och den generalkrigsrätt som inrättats 1683. Generalkrigs- och leuterationsrätten upphörde 1774, då en särskild avdelning inom Krigskollegium blev överdomstol för lantarmén.
Majoren Andreas Jochim von Henel förklarar i boken Det Anno 1729 Florerande Swerige hur domstolen då fungerade. Den leddes av generalen Silfwerhielm eller någon av generallöjtnanterna Giertta, von Fersen eller Cronstedt. Assessorerna (ledamöterna) utsågs bland tillgängliga generalmajorer, överstar och överstelöjtnanter. De mål som behandlades rörde brott och förseelser begångna av militärer i Sverige och Finland. Var den tilltalade officer skulle regementskrigsrätten skicka målet vidare till generalkrigs- och leuterationsrätten för avgörande. Var den tilltalade av lägre grad, underofficer eller gemen (menig), kunde regementskrigsrättens dom överklagas till generalkrigs- och leuterationsrätten, som antingen fastställde domen eller meddelade leuteration (mildring av straffet). Mål kunde också tas upp direkt av domstolen utan att tidigare ha passerat någon underrätt.

## Bakgrund
Som militära domstolar i andra och sista instans hade krigskollegiet och amiralitetskollegiet fungerat från 1630-talets början. En från krigskollegiet fristående generalkrigsrätt inrättades av Karl XI 1683, men den tycks inte ha fungerat permanent förrän 1727 när generalkrigs- och leuterationsrätten tillkom.